# Иртиш
Иртиш (на китайски: 额尔齐斯河; на пинин: É'ěrqísī hé; на казахски: Ертіс; на руски: Иртыш) е голяма река в Азия, протичаща на територията на Китай (525 km, Синдзян-уйгурски автономен регион), Казахстан (1 713 km, Източноказахстанска и Павлодарска област) и Русия (2010 km, Омска и Тюменска област) – 4 248 km, ляв приток на Об. Дължината на речната система Об – Иртиш е 5410 km и е втората по дължина речна система в Русия, третата в Азия (след Яндзъ и Енисей с Ангара и Селенга) и шестата в света. Дължината на реката на територията на Русия е 2 010 km, която ѝ отрежда 11-о място по дължина сред реките на Русия. Река Иртиш държи и друг световен рекорд – тя е най-дългият речен приток на Земята.

## Исторически сведения
През 1581 – 85 г. руския казак Ермак Тимофеевич извършва първия завоевателен поход в Западен Сибир – Обдорския край и основава първите руски селища Тоболск и Тюмен на изток от Урал. Десет години по-късно, през 1595 – 96 г. друг руски казак Борис Доможиров извършва първото плаване нагоре по течението на Иртиш и по десните му притоци реките Тара и Ом и покорява живеещите там племена. През 1654 – 56 г. руският дипломат Фьодор Байков е изпратен с дипломатическа мисия в Китай и по време на пътуването си натам първи плава нагоре по реката до езерото Зайсан. През 1719 г. руският картограф Пьотър Гаврилович Чичагов извършва първото сравнително точно картиране на 2000 km от течението на Иртиш до езерото Зайсан и 24 негови притока на 100 – 150 km от устията им.

## Географска характеристика

### Горно течение
Река Иртиш се образува от сливането на реките Джалгизагатхе (лява съставяща) и Тургенхе (дясна съставяща), на 1 800 m н.в., на западния склон на планината Монголски Алтай, в северната част на Синдзян-уйгурския автономен регион на Китай под името Черни Иртиш.
Горното течение на Иртиш обхваща участъка от образуването на реката до град Семей (Семипалатинск) в Казахстан. След образуването си под името Черни Иртиш тече на югозапад, а след град Кьоктокай (Фуюн) – на запад през северната част на Синдзян-уйгурския автономен регион на Китай, областта Джунгария. В този участък най-напред реката има типичен планински характер с тясна долина със стръмни и обезлесени склонове. След това в Джунгария течението ѝ придобива равнинен характер, а долината ѝ се разширява. След като измине 525 km по територията на Китай Черен Иртиш навлиза в пределите на Казахстан и след около 60 km чрез делта се влива в езерото Зайсан. След изграждането на Бухтарминското водохранилище водите на езерото се включват във водите на водохранилището. След изтичането си от водохранилището вече под името Иртиш долината на реката значително се разширява, протича през Шулбинското водохранилище и при град Семей (Семипалатинск) завършва горното течение на реката и навлиза в южната част на Западносибирската равнина

### Средно течение
Средното течение на Иртиш се простира от град Семей (Семипалатинск) в Казахстан до град Омск в Русия. В този участък реката тече в северозападна посока сред сухи степи, без да получава почти никакви притоци. Тук руслото на Иртиш е неустойчиво, съпроводено със стотици меандри, старици, ръкави и непостоянни пясъчни острови. Източно от Иртиш до долината на река Об се простира огромна (над 500 хил. km2) безотточна област.

### Долно течение
След град Омск започва долното течение на реката, където посоката ѝ става североизточна, след град Тара – северозападна, а след град Тоболск – северна. Долината ѝ значително се разширява (до 20 km, а близо до устието до 35 km), заливната тераса е много широка и в нея реката силно меандрира. В последния участък от течението си (след Тоболск) Иртиш тече в най-заблатената част на Западносибирската равнина и руслото ѝ става с още повече меандри, старици, ръкави, протоци и острови. Влива се отляво в река Об при неговия 1162 km, на 18 m н.в., на 13 km северозападно от град Ханти-Мансийск, Ханти-Мансийски автономен окръг – Югра, Тюменска област.

### Водосборен басейн, притоци

#### Водосборен басейн
Водосборният басейн на река Иртиш обхваща площ от 1643 хил. km2, което представлява 54,95% от водосборния басейн на река Об. Водосборния басейн обхваща южните и югозападните части на Западносибирската равнина, 20% от планината Алтай, югозападните склонове на Монголски Алтай, северните склонове на планината Тарбагатай, северните части на Казахската хълмиста земя (Казахски мелкосопочник), северната част на Тургайското плато и южната част от източните склонове на планината Урал. Басейнът на реката се отличава с разнообразните физикогеографски условия в него: от полупустини на юг до тайга на север и хиляди квадратни километри блата.
Във водосборния басейн на реката попадат части от териториите на три държави:
- Русия – Република Алтай, Република Башкортостан, Курганска област, Новосибирска област, Омска област, Оренбургска област, Свердловска област, Тюменска област (в т.ч. Ханти-Мансийски автономен окръг – Югра и Ямало-Ненецки автономен окръг) и Челябинска област;
- Казахстан – Акмолинска област, Източноказахстанска област, Карагандинска област, Костанайска област, Павлодарска област и Североказахстанска област;
- Китай – Синдзян-уйгурски автономен регион.

Границите на водосборния басейн на реката са следните:
- на североизток – водосборните басейни на реките Катун, Чариш, Алей, Васюган, Голям Юган, Голям Салим и други по-малки, леви притоци на Об;
- на изток – водосборния басейн на река Кобдо, вливаща се в Котловината на големите езера в Монголия;
- на юг – водосборните басейни на реките Урунгу, Емел, Аягуз, Нура, Тургай и други по-малки безотточни реки в Средна Азия;
- на югозапад – водосборния басейн на река Урал;
- на запад – водосборния басейн на река Волга.

#### Притоци
Река Иртиш получава стотици притоци, като 20 от тях са с дължина над 200 km, в т.ч. 11 с дължина от 201 до 500 km; 4 с дължина от 501 до 1000 km и 5 притока с дължина над 1001 km. По-долу са изброени всичките тези 20 реки, за които е показано на кой километър по течението на реката се вливат, дали са леви (→) или десни (←), тяхната дължина, площта на водосборния им басейн (в km2) и мястото където се вливат.
- ← Бурчун 206 / 8422, при град Бурчун, Синдзян-уйгурски автономен регион, Китай
- ← Курчум 280 / 4500, в Бухтарминското водохранилище, на 9 km северозападно от село Курчум, Източноказахстанска област, Казахстан
- ← Бухтарма 336 / 12 660, в Бухтарминското водохранилище, при село Тургусун, Източноказахстанска област, Казахстан
- ← Уба 278 / 9 85, в град Уст Каменогорск, Източноказахстанска област, Казахстан
- → Чар 230 /-, на 4 km северно от село Булак, Източноказахстанска област, Казахстан
- → Шаган (Чаган) 295 / 25 400, при посьолок Чаган, Източноказахстанска област, Казахстан
- 1831 ← Ом 1091 / 52 600, в град Омск, Омска област, Русия
- 1470 ← Тара 806 / 18 300, при село Уст Тара, Омска област, Русия
- 1374 ← Уй 387 / 26 700, при село Пологрудово, Омска област, Русия
- 1332 → Оша 530 / 21 300, на 10 km северозападно от село Знаменское, Омска област, Русия
- 1288 ← Шиш 378 / 5270, при село Уст Шиш, Омска област, Русия
- 1174 ← Туй 507 / 8490, на 7 km североизточно от посьолок Тевриз, Омска област, Русия
- 1016 → Ишим 2450* / 177 000*, при село Уст Ишим, Омска област, Русия
- 729 → Вагай 555 / 23 000, при село Вагай, Тюменска област, Русия
- 643 → Тобол 1591* / 426 000*, при град Тоболск, Тюменска област, Русия
- 447 → Носка 374 / 8500, на 4 km югоизточно от село Красний Яр, Тюменска област, Русия
- 432 → Алимка 235 / 4050, при село Алимка, Тюменска област, Русия
- 422 ← Туртас 241 / 12 100, на 3 km северозападно от село Ивановка, Тюменска област, Русия
- 318 ← Демянка 1160 / 34 800, при село Уст Демянск, Тюменска област, Русия
- 86 → Конда 1097 / 72 800, при село Тюли, Тюменска област, Ханти-Мансийски автономен окръг – Югра, Русия

### Хидроложки показатели
Подхранването на река Иртиш е смесено: в горното течение е снегово, ледниково и в по-малка степен дъждовно, а в долното – снегово, дъждовно и подземно. Характера на водния режим в различните части съществено се променя. В горното течение пълноводието започва през април и продължава до юни, а маловодието се удължава до октомври. В долното течение пълноводието е от края на май до септември, с максимум през юни. Около 50% от водния отток е през пролетта, около 20% през лятото и есента и около 10% през зимата. При град Тоболск тези проценти са следните: 27%, 19% и 7%. Среден годишен отток при град Уст Каменогорск 628 m3/s, при град Семей (Семипалатинск) около 960 m3/s, при град Омск 917 m3/s, при град Тоболск 2150 m3/s, в устието – около 3000 m3/s. Общ годишен отток около 95 km3. Колебанията на водното ниво през годината се колебае в следните параметри: на границата между Китай и Казахстан 4,4 m, при Омск 7 m, при Уст Ишим 12,7 m, а към устието спада. Общият наклон на реката възлиза на 0,03 m/km. Замръзването на реката се предшества от ледоход, който в горното течение продължава около 20 дни, а в долното от 6 до 10 дни. В горното течение напълно замръзва в края на ноември, а в долното – в началото на ноември. Размразява се през април.

## Селища
По течението на Иртиш са разположени стотици населени места, в т.ч. 9 града, 20 селища от градски тип и 10 села – районни центрове:
- Китай

Синдзян-уйгурски автономен регион – градове: Кьоктокай (Фуюн) и Бурчун
- Казахстан

Източноказахстанска област – градове: Серебрянск, Уст Каменогорскq Семей (Семипалатинск) и Курчатов; посьолки: Тугил, Прибрежний, Октябърский, Новая Бухтарма, Огневка, Глубокое (районен център), Шулбинск и Чаган; села районни центрове: Курчум и Болшенаримское
Павлодарска област – град Павлодар; посьолки: Аксу, Ленински и Качири; села районни центрове: Лебяже, Коктобе, Актогай, Иртишск и Железинка
- Русия

Омска област – градове: Омск и Тара; посьолки: Болшегривское, Черлак, Нововаршавка, Береговой, Красний Яр, Чернолучински, Саргатское (районен център), Болшерече (районен център) и Тевриз (районен център); села районни центрове: Знаменское и Уст Ишим
Тюменска област – град Тоболск и село Уват (районен център)
Ханти-Мансийски автономен окръг – Югра – град Ханти-Мансийск

## Стопанско значение
На територията на Синдзян-уйгурския автономен регион в Китай по течението на черни Иртиш са изградени три язовира. От най-долния от тях започва близо 300-километровия канал „Черен Иртиш – Карамай“ с ширина 22 m (окол 26% от водата на реката в този участък), който снабдява с вода центърът на нефтогазовата промишленост в района град Карамай. Годишно по канала протича около 2 km3 вода. Малко по-надолу по течението си река Иртиш протича само на 2 km северно от голямото езеро Улюнгур и тук също е изграден канал, който отклонява голяма част от водите на реката в езерото, в резултат на което площта му се е увеличила на 200 km2. Предвижда се изграждането на друг голям канал „Черен Иртиш – Урумчи“, предназначен за водоснабдяване на Таримския басейн, където са открити големи находища на нефт и газ.
В Казахстан по течението на Иртиш са изградени също три големи водохранилища (язовири): Бухтарминско, което включва в себе си и езерото Зайсан, Уст-Каменогорско и Шулгинско. водите на тези водохранилища се използват за водоснабдяване на селищата по течението на реката и за производство на електроенергия. Южно от град Павлодар започва канала „Иртиш – Караганда“ (дебит 75 m3/s), водите на който освен за напояване на земеделските земи в района се използват и промишлени нужди в Карагандинска област.
В Русия през 2010 г. е разработен проект за изграждане на преградна стена при град Омск, като водите на новообразуваното водохранилище ще се използват основно за производство на електроенергия.
Река Иртиш е плавателна на 3784 km от устието си, до преградната стена на Уст-Каменогорското водохранилище.